# Nicky Marrero
Nicky Marrero (né Nicolas Marrero) est un musicien, timbalero des Fania All Stars et de la Típica 73.
Il a participé également à l'album de Joe Farrell et George Benson, Benson & Farrell, en 1976.

## Liens
- Notices d'autorité :   - VIAF
  - LCCN
  - WorldCat
- Ressources relatives à la musique :   - AllMusic
  - Carnegie Hall
  - Discogs
  - MusicBrainz
  - Muziekweb
  - Songkick
- Ressource relative à l'audiovisuel :   - IMDb